# Gymnopilus longipes
Gymnopilus longipes là một loài nấm thuộc họ Cortinariaceae.